# Смерть Гиацинта
«Смерть Гиацинта» (фр. La Mort d'Hyacinthe) — картина французского художника Жана Брока, написанная в 1801 году по мотивам древнегреческого мифа о Гиацинте, в котором бог Аполлон нечаянно убивает юношу во время игры с диском. Считается наиболее известной работой Брока. В 1899 году она была пожертвована из частной коллекции в собственность городу Пуатье (Франция) и в настоящее время выставляется в Музее Сент-Круа. Размер полотна без рамы — 176,5 × 126 см.

## Описание и сюжет

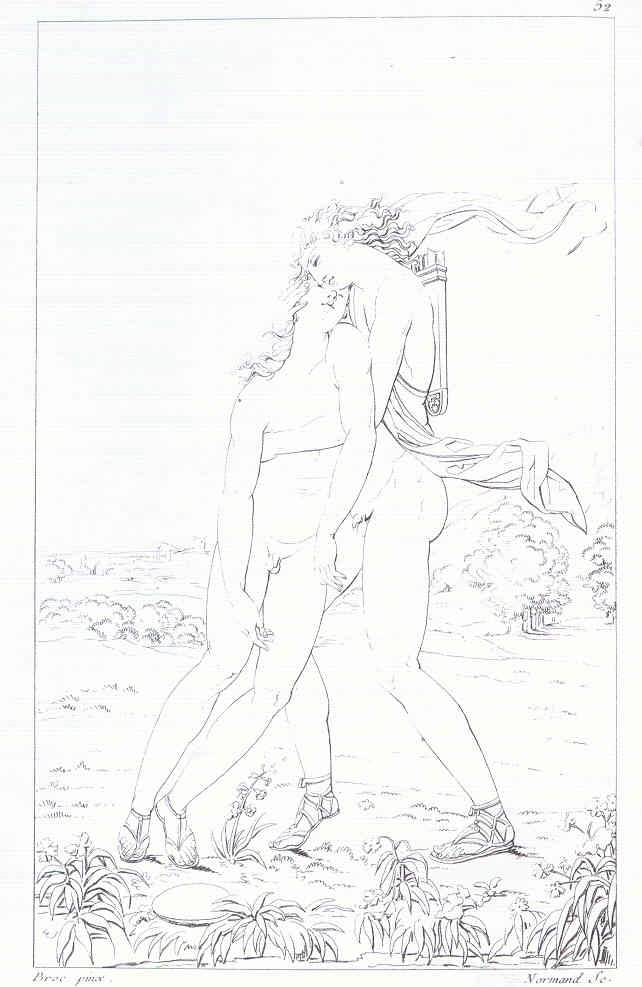
«Смерть Гиацинта». Гравюра, опубликованная в Les Annales du musée Шарля Ландона

На полотне изображён мёртвый Гиацинт в объятиях своего возлюбленного, бога света Аполлона. На земле перед ними среди цветов лежит диск, брошенный Аполлоном и случайно попавший в голову Гиацинта. Их фигуры оттеняет безлюдный, сюрреалистический пейзаж, обостряющий боль и потерю Аполлона.
Мнения о том, на чьё изложение мифа Брок опирался при создании картины, расходятся. Детали картины указывают на то, что, вероятнее всего, она была написана по версиям Палефата или Лукиана, в которых ревнивый бог западного ветра Зефир (либо северного — Борей) стал причиной гибели Гиацинта, а не по сюжету из известной поэмы «Метаморфозы» Овидия, чьё трактование греческой мифологии получило наибольшее распространение в западной культуре. Согласно Овидию смерть юноши была чистой случайностью: бог Аполлон метнул диск с такой нечеловеческой силой, что тот отскочил от земли и нечаянно ударил подбежавшего к нему Гиацинта, нанеся ему смертельную рану.
Другая версия гласит, что бог ветра приревновал прекрасного юношу к Аполлону и специально подул на брошенный соперником снаряд так, чтобы тот прилетел в голову Гиацинта. На невидимое присутствие ревнивого ветра намекает красная накидка Аполлона, полы которой развиваются за его спиной.

## История картины
Картина написана в стиле радикального неоклассицизма, который проповедовала диссидентская группа художников-«примитивистов», называвших себя Les Barbus (с фр. — «Бородачи», сокращение от Secte des Barbus — «секта бородачей»). Она сформировалась в 1800 году из учеников Жака-Луи Давида, среди которых был также Жан Брок. Стиль их живописи во многом основывался на линейных орнаментах древнегреческой вазописи и простых композициях Раннего Возрождения.
Считается, что Брок был вдохновлён одноимённой работой англо-американского художника Бенджамина Уэста, которую с 1794 года показывали в Париже. Свою версию он закончил и представил в Парижском салоне в 1801 году. Хотя французская газета Le Moniteur universel писала, что его картина была «скорее причудливой, нежели оригинальной», художник получил почётное упоминание экспертного жюри. С большой вероятностью она повторно выставлялась в Салоне в 1814 году под названием «Раненый Гиацинт» (Hyacinthe blessé).
Впоследствии полотно приобрёл некий барон Демарсе (Demarçay). Оно находилось в его семье вплоть до 1899 года, когда его вдова, мадам Демарсе, передала картину городу Пуатье под предлогом того, что в силу своего содержания ей не было места в доме, где воспитывались внучки баронессы. С тех пор «Смерть Гиацинта» входит в постоянную коллекцию музеев Пуатье.